# Röhrenvogelspinnen
Die Röhrenvogelspinnen (Hexathelidae) bilden eine Familie innerhalb der Ordnung der Webspinnen und zählen dort zur Unterordnung der Vogelspinnenartigen (Mygalomorphae). Die Familie ist in allen Tropen und Subtropen der Welt vertreten. Es handelt sich bei ihren Arten um mittel- bis große Vertreter dieser Unterordnung, die terrestrisch (bodenbewohnend) leben.

## Merkmale
Röhrenvogelspinnen sind mittel- bis große Vogelspinnenartige (Mygalomorphae), die je nach Art und Geschlecht eine Körperlänge von 14 bis 28 Millimeter erreichen können. Die Spinnen sind variabel braun oder schwarz gefärbt. Wie viele Spinnen besitzen auch die Vertreter dieser Familie einen ausgeprägten Sexualdimorphismus (Unterschied der Geschlechter).
Der cephale (am Kopf gelegene) Bereich des Carapax (Rückenschild des Prosomas, bzw. Vorderkörpers) ist entweder gewölbt oder flach, die Gestalt der Fovea (An die Muskeln des Saugmagens ansetzende Einkerbung) variiert von transversal über prokursiv bis grubenförmig. Die acht Augen sind in einer viereckigen Formation angelegt. Der Augenhügel kann deutlich ausgeprägt oder reduziert sein. Die Cheliceren (Kieferklauen) sind nach vorne hin verlängert. Ihre Klauenglieder haben jeweils eine oder zwei Zahnreihen. Rastella (an Harken erinnernde Strukturen am Ende der Cheliceren) fehlen bei den Röhrenvogelspinnen im Gegensatz zu anderen Vogelspinnenartigen. Das Labium (sklerotisierte bzw. verhärtete Platte zwischen den Maxillae und vor dem Sternum) ist entweder länger als breit oder quadratisch geformt und weist mehrere Höcker auf und die Maxillae (umgewandelte Coxen bzw. Hüftglieder der Pedipalpen) erscheinen länger als breit. Die Serrulae (Putzkämme) sind bei den Röhrenvogelspinnen ausgebildet. Das Sternum (Brustschild des Prosomas) hat eine herzförmige Gestalt. Es besitzt sechs sub- (fast) oder marginale (am Rand gelegene) Sigillen (Einbuchtungen).
Alle Beine verfügen über Bedeckungen aus Trichobothria (Tastsetae), deren Basis korallenförmig erscheint. An den Tibien (Schienen) sind die Scopulae jeweils in zwei Reihen angelegt. Überdies besitzen de Tibien selbigen Beinpaares bei den Männchen einiger Arten der Familie je einen für Vogelspinnenartige typischen Sporn. Die Tarsen (Fußglieder) vom ersten Beinpaar können mit wenigen Stacheln ausgestattet sein. An den Beinen befinden sich je drei Tarsalklauen. Davon sind zwei jeweils paarweise zueinander angelegt und besitzen je eine Reihe aus Zähnen. Die dritte Klaue hat deutlich weniger Zähne als die beiden anderen und ist zudem vergleichsweise kurz und kurvig verlaufend. Bei weiblichen Röhrenvogelspinnen fehlen die Scopulae (Bedeckungen aus Haftsetae, bzw. chitinisierten Haaren), während sie bei den männlichen im Falle einiger Arten ausgebildet sein können. Die Pedipalpen (umgewandelte Extremitäten im Kopfbereich) der weiblichen Röhrenvogelspinnen besitzen gut entwickelte Tarsalklauen, die mehrere Zähne aufweisen.
Das Opisthosoma (Hinterleib) hat eine ovale Gestalt. Die Atmung erfolgt über vier Buchlungen. Röhrenvogelspinnen besitzen sechs paarweise angelegte Spinnwarzen. Davon sind die posterioren (hinteren) lang und schmal geformt, ihre apikale (von der Körpermitte entfernt liegende) Segmente fingerförmig. Die Spinnwarzen sind auch ein gutes Unterscheidungsmerkmal der Röhrenvogelspinnen zu den sehr ähnlichen Australischen Trichternetzspinnen (Atracidae), die nur zwei Paare von Spinnwarzen haben.
Ein einzelner bei den Röhrenvogelspinnen peitschenförmig gebauter Bulbus (männliches Geschlechtsorgan) verfügt hier außerdem über ein vergleichsweise kurzes Cymbium (erstes und vorderstes Sklerit, bzw. Hartteil des Bulbus), der von zweilappiger Gestalt und bestachelt ist. Bei den Männchen der Familie sind je Bulbus zwei Haematodochae (membranöse, dehnbarer Teile des Bulbus) ausgebildet. Der Embolus (drittes und letztes Sklerit) ist verlängert. Die Weibchen der Familie verfügen über zwei geteilte oder miteinander verwachsene Spermatheken (Samentaschen).

## Lebensraum

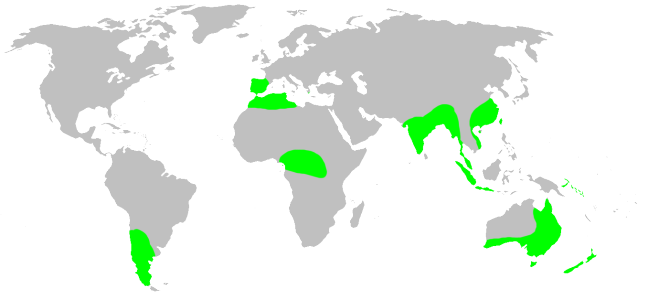
Verbreitung

Die meisten Arten der Röhrenvogelspinnen kommen in Australien, Neuseeland und Asien vor. Die Art Macrothele calpeiana kommt in Nordafrika und Spanien vor, zwei Arten gibt es in Südamerika und zwei weitere leben in Zentralafrika.
Die Vertreter dieser Familie leben typischerweise in selbstgegrabenen Erdhöhlen oder Astlöchern. Der Eingang zur Höhle wird normalerweise immer selbst bearbeitet. Die Spinnen machen einen Gang, den sie mit Netz ausspinnen. Dieses Verhalten kommt auch bei anderen Vogelspinnenartigen vor. Aufgrund der Größe der Spinnen sind diese mit Spinnennetz ausgekleideten Röhren sehr auffällig. Das ist der Grund, weshalb sie im englischen Sprachraum „funnel-web spiders“ heißen („funnel“ für Trichter und „web“ für Netz). Die Höhlen werden vor allem an natürlichen Felsen gefunden. Sie kommen auch gerne in die Nähe von Häusern, wo sie in Gärten oder in der Hauswand geeignete Nischen finden. Sie sind nachtaktiv.

## Systematik

### Hexathelidae nach Raven, 1980
Nach Raven umfasst die Familie 12 Gattungen.
- Atrax O. Pickard-Cambridge, 1877
- Bymainiella Raven, 1978
- Hadronyche L. Koch, 1873
- Hexathele Ausserer, 1871
- Illawarra Gray, 2010
  - Illawarra wisharti Gray, 2010
- Macrothele Ausserer, 1871
- Mediothele Raven & Platnick, 1978
- Paraembolides Raven, 1980
- Plesiothele Raven, 1978
  - Plesiothele fentoni (Hickman, 1936)
- Porrhothele Simon, 1892

### Hexathelidae s.str. nach Hedin, 2018
Hedin et al. definierten 2018 die Hexthelidae neu und stellten drei neue Familien auf, deren Gattungen zuvor zu den Hexathelidae gestellt wurden. Aus der ursprünglichen Familie der Röhrenvogelspinnen resultierten demnach neben dieser die Familien der Australischen Trichternetzspinnen (Atracidae), der Macrothelidae und der Porrhothelidae.
Familie Hexathelidae s.str.

Der World Spider Catalog listet für die Hexathelidae s.str. aktuell 7 Gattungen und 45 Arten. (Stand: Dezember 2018)
- Bymainiella Raven, 1978
  - Bymainiella lugubris Raven, 1978
  - Bymainiella monteithi Raven, 1978
  - Bymainiella polesoni Raven, 1978
  - Bymainiella terraereginae (Raven, 1976)
- Hexathele Ausserer, 1871
  - Hexathele cantuaria Forster, 1968
  - Hexathele cavernicola Forster, 1968
  - Hexathele exemplar Parrott, 1960
  - Hexathele hochstetteri Ausserer, 1871
  - Hexathele huka Forster, 1968
  - Hexathele huttoni Hogg, 1908
  - Hexathele kohua Forster, 1968
  - Hexathele maitaia Forster, 1968
  - Hexathele nigra Forster, 1968
  - Hexathele otira Forster, 1968
  - Hexathele para Forster, 1968
  - Hexathele petriei Goyen, 1887
  - Hexathele pukea Forster, 1968
  - Hexathele putuna Forster, 1968
  - Hexathele ramsayi Forster, 1968
  - Hexathele rupicola Forster, 1968
  - Hexathele taumara Forster, 1968
  - Hexathele waipa Forster, 1968
  - Hexathele waita Forster, 1968
  - Hexathele wiltoni Forster, 1968
- Mediothele Raven & Platnick, 1978
  - Mediothele anae Ríos & Goloboff, 2012
  - Mediothele australis Raven & Platnick, 1978
  - Mediothele lagos Ríos & Goloboff, 2012
  - Mediothele linares Ríos & Goloboff, 2012
  - Mediothele minima Ríos & Goloboff, 2012
  - Mediothele nahuelbuta Ríos & Goloboff, 2012
- Paraembolides Raven, 1980
  - Paraembolides boycei (Raven, 1978)
  - Paraembolides boydi (Raven, 1978)
  - Paraembolides brindabella (Raven, 1978)
  - Paraembolides cannoni (Raven, 1978)
  - Paraembolides grayi (Raven, 1978)
  - Paraembolides montisbossi (Raven, 1978)
  - Paraembolides tubrabucca (Raven, 1978)
  - Paraembolides variabilis (Raven, 1978)
- Plesiothele Raven, 1978
  - Plesiothele fentoni (Hickman, 1936)
- Scotinoecus Simon, 1892
  - Scotinoecus cinereopilosus (Simon, 1889)
  - Scotinoecus fasciatus Tullgren, 1901
  - Scotinoecus major Ríos & Goloboff, 2012
  - Scotinoecus ruiles Ríos & Goloboff, 2012
- Teranodes Raven, 1985
  - Teranodes montanus (Hickman, 1927)
  - Teranodes otwayensis (Raven, 1978)

Familie Atracidae Hogg, 1901

Der World Spider Catalog listet für die Atracidae aktuell 3 Gattungen und 35 Arten. (Stand: Dezember 2018)
- Atrax O. Pickard-Cambridge, 1877
  - Atrax robustus O. Pickard-Cambridge, 1877
  - Atrax sutherlandi Gray, 2010
  - Atrax yorkmainorum Gray, 2010
- Hadronyche L. Koch, 1873
  - Hadronyche adelaidensis (Gray, 1984)
  - Hadronyche alpina Gray, 2010
  - Hadronyche annachristiae Gray, 2010
  - Hadronyche anzses Raven, 2000
  - Hadronyche cerberea L. Koch, 1873
  - Hadronyche emmalizae Gray, 2010
  - Hadronyche eyrei (Gray, 1984)
  - Hadronyche flindersi (Gray, 1984)
  - Hadronyche formidabilis (Rainbow, 1914)
  - Hadronyche infensa (Hickman, 1964)
  - Hadronyche jensenae Gray, 2010
  - Hadronyche kaputarensis Gray, 2010
  - Hadronyche lamingtonensis Gray, 2010
  - Hadronyche levittgreggae Gray, 2010
  - Hadronyche lynabrae Gray, 2010
  - Hadronyche macquariensis Gray, 2010
  - Hadronyche marracoonda Gray, 2010
  - Hadronyche mascordi Gray, 2010
  - Hadronyche meridiana Hogg, 1902
  - Hadronyche modesta (Simon, 1891)
  - Hadronyche monaro Gray, 2010
  - Hadronyche monteithi Gray, 2010
  - Hadronyche nimoola Gray, 2010
  - Hadronyche orana Gray, 2010
  - Hadronyche pulvinator (Hickman, 1927)
  - Hadronyche raveni Gray, 2010
  - Hadronyche tambo Gray, 2010
  - Hadronyche valida (Rainbow & Pulleine, 1918)
  - Hadronyche venenata (Hickman, 1927)
  - Hadronyche versuta (Rainbow, 1914)
  - Hadronyche walkeri Gray, 2010
- Illawarra Gray, 2010
  - Illawarra wisharti Gray, 2010

Familie Macrothelidae Simon, 1892

Der World Spider Catalog listet für die Macrothelidae aktuell nur 1 Gattung mit 32 Arten. (Stand: Mai 2019)
- Macrothele Ausserer, 1871
  - Macrothele abrupta Benoit, 1965
  - Macrothele alyrata (Mirza, Sanap & Kunte, 2017)
  - Macrothele amamiensis Shimojana & Haupt, 1998
  - Macrothele bannaensis Xu & Yin, 2001
  - Macrothele calpeiana (Walckenaer, 1805)
  - Macrothele camerunensis Simon, 1903
  - Macrothele cangshanensis Z.B.Yang, Zhao, Zhang & Z.Z.Yang, 2018
  - Macrothele cretica Kulczyński, 1903
  - Macrothele decemnotata Simon, 1909
  - Macrothele drolshageni Özkütük, Elverici, Yağmur & Kunt, 2019
  - Macrothele gigas Shimojana & Haupt, 1998
  - Macrothele guizhouensis Hu & Li, 1986
  - Macrothele holsti Pocock, 1901
  - Macrothele hunanica Zhu & Song, 2000
  - Macrothele incisa Benoit, 1965
  - Macrothele jinlin Z.B.Yang, Zhao, Zhang & Z.Z.Yang, 2018
  - Macrothele maculata (Thorell, 1890)
  - Macrothele maculata annamensis Hogg, 1922
  - Macrothele menglunensis Li & Zha, 2013
  - Macrothele monocirculata Xu & Yin, 2000
  - Macrothele palpator Pocock, 1901
  - Macrothele proserpina Simon, 1909
  - Macrothele raveni Zhu, Li & Song, 2000
  - Macrothele segmentata Simon, 1892
  - Macrothele simplicata (Saito, 1933)
  - Macrothele taiwanensis Shimojana & Haupt, 1998
  - Macrothele triangularis Benoit, 1965
  - Macrothele variabiis Pavesi, 1898
  - Macrothele vidua Simon, 1906
  - Macrothele yaginumai Shimojana & Haupt, 1998
  - Macrothele yani Xu, Yin & Griswold, 2002
  - Macrothele yunnanica Zhu & Song, 2000

Familie Porrhothelidae Hedin, Derkarabetian, Ramírez, Vink & Bond, 2018

Der World Spider Catalog listet für die Porrhothelidae aktuell nur 1 Gattung mit 5 Arten. (Stand: Dezember 2018)
- Porrhothele Simon, 1892
  - Porrhothele antipodiana (Walckenaer, 1837)
  - Porrhothele blanda Forster, 1968
  - Porrhothele moana Forster, 1968
  - Porrhothele modesta Forster, 1968
  - Porrhothele quadrigyna Forster, 1968